# Gerhard Wehr
Gerhard Wehr (* 26. September 1931 in Schweinfurt; † 22. April 2015 in Schwarzenbruck) war ein deutscher evangelischer Theologe und Sachbuchautor.

## Leben
Gerhard Wehr ließ sich zunächst zum Diakon ausbilden. Er wurde als Herausgeber und Autor von Sachbüchern zur Tiefenpsychologie (speziell die analytische Psychologie) und esoterischen Themen mit dem Schwerpunkt christliche Mystik sowie als Verfasser zahlreicher Biografien – insbesondere über Jakob Böhme, Martin Buber, C.G. Jung und Rudolf Steiner – bekannt.
Sein beruflicher Werdegang begann in der kirchlichen Sozialarbeit und Erwachsenenbildung. Von 1971 bis 1990 hatte er einen Lehrauftrag an der Diakonenschule in Rummelsberg. Danach lebte er als freier Schriftsteller im benachbarten Schwarzenbruck. Er war Mitglied zahlreicher Fachgesellschaften; für sein theologisch-publizistisches Schaffen wurde er von der Augustana-Hochschule Neuendettelsau zum „Doktor der Theologie ehrenhalber“ (Dr. theol. h. c.) ernannt. 
Ein Hauptanliegen seiner Tätigkeit war die Vermittlung zwischen den verschiedenen Disziplinen, Konfessionen und Weltanschauungsrichtungen. Dieses Bemühen fand seinen Ausdruck auch darin, dass Wehr seine Werke zum einen sowohl in anthroposophisch ausgerichteten Verlagen wie Novalis, Urachhaus oder Pforte, als auch dem Hausverlag des Deutschen Kollegiums für transpersonale Psychologie, Via Nova, veröffentlichte. Zum anderen wahrte er den Kontakt zu den tradierten christlichen Konfessionen. Seine Bücher wurden von evangelisch-lutherisch orientierten Verlagen wie Claudius und vom römisch-katholisch begründeten Verlag Herder herausgegeben. Auch für die ökumenisch ausgerichtete linkskatholische Zeitschrift Publik-Forum sowie für die Hauszeitschrift der Swedenborgianer in Deutschland, Offene Tore, hat er Artikel beigesteuert.

## Werke (Auswahl)

### Biographisches
- Profile christlicher Spiritualität (Zu Hildegard von Bingen, Meister Eckhart, Paracelsus, Jakob Böhme, Johann Valentin Andreae, Angelus Silesius, Friedrich Christoph Oetinger, Novalis, Johann Hinrich Wichern, Friedrich Rittelmeyer). Novalis, Schaffhausen 1982
- Christliche Mystiker. Von Paulus und Johannes bis Simone Weil und Dag Hammarskjöld. Pustet, Regensburg 2008, ISBN 978-3-7917-2147-7
- Franz von Baader. Zur Reintegration des Menschen in Religion, Natur und Erotik. Aurum (Fermenta cognitionis 11), Freiburg 1980
- Karl Barth. Theologe und Gottes fröhlicher Partisan. Siebenstern (GTB 462), Gütersloh 1979
- Helena Petrovna Blavatsky. Eine moderne Sphinx. Pforte, Dornach 2005, ISBN 978-3-85636-160-0
- Jakob Böhme. Mit Selbstzeugnissen und Bilddokumenten dargestellt. Rowohlt Taschenbuch (rm 179), Reinbek 1971, ISBN 978-3-499-50179-1
- Jakob Böhme – der Geisteslehrer und Seelenführer. Aurum (Fermenta cognitionis 4), Freiburg 1979
- Giordano Bruno. Deutscher Taschenbuch Verlag (dtv portrait), München 1999, ISBN 978-3-423-31025-3
- Martin Buber. Mit Selbstzeugnissen und Bilddokumenten dargestellt. Rowohlt Taschenbuch (rm 147), Reinbek 1968, ISBN 978-3-499-50147-0
- Martin Buber. Leben, Werk, Wirkung. Diogenes, Zürich 1996, ISBN 978-3-257-22849-6
- Karlfried Graf Dürckheim. Ein Leben im Zeichen der Wandlung. Kösel, München 1988
- Meister Eckhart. Aurum (Fermenta cognitionis 5), Freiburg 1979
- Meister Eckhart. Mit Selbstzeugnissen und Bilddokumenten dargestellt. Rowohlt Taschenbuch (rm 376), Reinbek 1989, ISBN 978-3-499-50376-4
- Jean Gebser. Individuelle Transformation vor dem Horizont eines neuen Bewußtseins. Via Nova, Petersberg 1996 ISBN 978-3-928632-26-3
- Hilmar von Hinüber. Ein sozialer Pionier. Urachhaus, Stuttgart 2000, ISBN 978-3-8251-7326-5
- C. G. Jung. Mit Selbstzeugnissen und Bilddokumenten dargestellt. Rowohlt Taschenbuch (rm 152), Reinbek 1969, ISBN 978-3-499-50152-4
- C. G. Jung und Rudolf Steiner. Konfrontation und Synopse. Klett-Cotta, Stuttgart 1972; Neuauflage ebd. 1998, ISBN 978-3-608-91934-9
- Carl Gustav Jung. Leben – Werk – Wirkung. Kösel, München 1985; Diogenes Taschenbuch, Zürich 1988; 3. erw. A. Telesma, Schwielowsee 2009, ISBN 978-3-941094-01-7
- Martin Luther. Mystische Erfahrung und christliche Freiheit im Widerspruch. Novalis, Schaffhausen 1983 (2. A. 1996)
- Thomas Müntzer. Mit Selbstzeugnissen und Bilddokumenten dargestellt. Rowohlt Taschenbuch (rm 188), Reinbek 1972, ISBN 978-3-499-50188-3
- Friedrich Nietzsche. Der „Seelen-Errater“ als Wegbereiter der Tiefenpsychologie. Aurum (Fermenta cognitionis 12), Freiburg 1982
- Friedrich Nietzsche als Tiefenpsychologe. Kugler, Oberwil bei Zug 1987
- Novalis. Ein Meister christlicher Einweihung. Aurum (Fermenta cognitionis 8), Freiburg 1980
- Friedrich Christoph Oetinger. Theosoph – Alchymist – Kabbalist. Aurum (Fermenta cognitionis 3), Freiburg 1978
- Paracelsus. Aurum (Fermenta cognitionis 6), Freiburg 1979
- Friedrich Rittelmeyer. Religiöse Erneuerung als geistiger Brückenschlag zwischen den Zeiten. Anders Leben, Wies 1985
  - stark erweiterte Neuausgabe als: Friedrich Rittelmeyer. Sein Leben – Religiöse Erneuerung als Brückenschlag. Urachhaus, Stuttgart 1998, ISBN 3-8251-7176-0
- Christian Rosenkreuz. Aurum (Fermenta cognitionis 10), Freiburg 1980
- Saint-Martin. Das Abenteuer des „Unbekannten Philosophen“ auf der Suche nach dem Geist. Aurum (Fermenta cognitionis 9), Freiburg 1980
  - Neuausgabe als: Louis Claude de Saint-Martin. Der unbekannte Philosoph. Zerling, Berlin 1995
- Rudolf Steiner als christlicher Esoteriker. Aurum (Fermenta cognitionis 2), Freiburg 1978
- Rudolf Steiner. Wirklichkeit, Erkenntnis und Kulturimpuls. Aurum, Freiburg 1982
- Rudolf Steiner. Junius (Zur Einführung), Hamburg 1994, ISBN 978-3-88506-899-0
- Paul Tillich. Mit Selbstzeugnissen und Bilddokumenten dargestellt. Rowohlt Taschenbuch (rm 152), Reinbek 1972
  - Neuausgabe: Junius (Zur Einführung), Hamburg 1998, ISBN 978-3-88506-965-2
- Valentin Weigel. Der Pansoph und esoterische Christ. Aurum (Fermenta cognitionis 7), Freiburg 1979
- Herausforderung der Liebe. Johann Hinrich Wichern und die Innere Mission. Linea, 2007, ISBN 978-3-939075-12-7
- Jakob Böhme. Ursprung, Wirkung, Textauswahl. Marix, Wiesbaden 2010, ISBN 978-3-86539-236-7

### Sachbücher
- Spirituelle Interpretation der Bibel als Aufgabe. Ein Beitrag zum Gespräch zwischen Theologie und Anthroposophie, Die Pforte, Basel 1968
- Wege zu religiöser Erfahrung. Analytische Psychologie im Dienste der Bibelauslegung, Walter, Olten/Freiburg 1974
- Christusimpuls und Menschenbild. Rudolf Steiners Beitrag zur Erweiterung des religiösen Bewußtseins, Herder, Freiburg 1974
- Esoterisches Christentum. Aspekte – Impulse – Konsequenzen, Klett, Stuttgart 1975
  - Völlig überarbeitete Neuauflage: Klett, Stuttgart 1995
- Der pädagogische Impuls Rudolf Steiners. Theorie und Praxis der Waldorfpädagogik, Kindler (Geist und Psyche), München 1977
  - neu aufgelegt bei: Mellinger, Stuttgart 1994, ISBN 978-3-88069-323-4
- Der Chassidismus. Mysterium und spirituelle Lebenspraxis, Aurum, Freiburg 1978
- Deutsche Mystik. Gestalten und Zeugnisse religiöser Erfahrung von Meister Eckhart bis zur Reformationszeit, Siebenstern (GTB 365), Gütersloh 1980
- Zugang zur Bibel heute. Neue Möglichkeiten spiritueller Erfahrung, Die Kommenden, Freiburg 1982
- Auf den Spuren urchristlicher Ketzer. Christliche Gnosis und heutiges Bewußtsein, Novalis, Schaffhausen 1983
- Heilige Hochzeit. Symbol und Erfahrung menschlicher Reifung, Kösel, München 1986
- Die deutsche Mystik. Mystische Erfahrung und theosophische Weltsicht, Barth, München 1988
  - Neuauflage als: Die deutsche Mystik. Leben und Inspiration gottentflammter Menschen in Mittelalter und Neuzeit, Sonderausgabe 2006, ISBN 978-3-938484-86-9
- Wörterbuch der Esoterik. Zugänge zum spirituellen Wissen von A–Z, Herder Taschenbuch, Freiburg 1989
- Auf dem Weg zu einer geisteswissenschaftlich fundierten Psychotherapie, Wege, Freiburg 1992, ISBN 978-3-936005-12-7
- Der innere Weg. Anthroposophische Erkenntnis, geistige Orientierung und meditative Praxis, Mellinger, Stuttgart 1994, ISBN 978-3-88069-324-1
- Europäische Mystik, Junius (Zur Einführung), Hamburg 1995
- Spirituelle Meister des Westens. Leben und Lehre, Diederichs (Gelbe Reihe 116), München 1995
  - Neuausgabe als: Spirituelle Meister des Westens. Von Rudolf Steiner bis C.G. Jung, Hugendubel (Diederichs Gelbe Reihe), Kreuzlingen 2007, ISBN 978-3-7205-3025-5
- Die Schrift aus der Mitte. Produktive Verwandlung einer Existenzkrise, Via Nova, Petersberg, ISBN 978-3-928632-12-6
- Gründergestalten der Psychoanalyse. Profile – Ideen – Schicksale, Artemis & Winkler, Zürich 1996
  - Neuauflage als: Die großen Psychoanalytiker, Patmos, Düsseldorf 2003, ISBN 978-3-491-69802-4
- Mystik im Protestantismus. Von Luther bis zur Gegenwart, Claudius, München 2000, ISBN 978-3-532-62252-0
- Die sieben Weltreligionen: Christentum, Judentum, Islam, Buddhismus, Hinduismus, Taoismus, Konfuzianismus. Die Lehren, die Unterschiede, die Gemeinsamkeiten, Hugendubel, Kreuzlingen 2002, ISBN 978-3-7205-2310-3
- Das Lexikon der Spiritualität, Anaconda, Köln 2006, ISBN 978-3-86647-040-8
- Theo-Sophia. Christlich-abendländische Philosophie. Eine vergessene Unterströmung, Die Graue Edition, Reutlingen 2007, ISBN 978-3-906336-48-0
- Unterwegs zu sich selbst. Abenteuer der Lebensmitte. Topos, Kevelaer 2009, ISBN 978-3-8367-0704-6.

### Als Herausgeber
- Jakob Böhme: Werke, herausgegeben und kommentiert von Gerhard Wehr. Aurum Verlag, Freiburg
  - Christosophia. Ein christlicher Einweihungsweg, 1975
  - Aurora oder Morgenröte im Aufgang, 1977
  - Von der Menschwerdung Jesu Christi, 1978
  - Von der Gnadenwahl oder Von dem Willen Gottes über die Menschen, 1978
  - Theosophische Sendbriefe, 2 Bände, 1979
  - Mysterium pansophicum. Theosophisch-pansophische Schriften, 1980
- Theologia Deutsch. Eine Grundschrift deutscher Mystik, Aurum, Freiburg 1980
- Rosenkreuzerische Manifeste. Die Grundschriften der Rosenkreuzer und Goethes Fragment „Die Geheimnisse“, Novalis, Schaffhausen 1980
  - Neuausgabe als: Die Bruderschaft der Rosenkreuzer. Die Originaltexte und Goethes Fragment ‚Die Geheimnisse‘, Sonderausgabe 2007, ISBN 978-3-86647-146-7
- Meister Eckhart: Mystische Traktate und Predigten, Diederichs, München 1999
- Der Stimme der Mystik lauschen. Weisheit für jeden Tag des Jahres, Kösel, München 2005, ISBN 978-3-466-36700-9
- Der Mystiker Dionysius Areopagita, Ausgewählt von Gerhard Wehr. Marix, Wiesbaden 2013, ISBN 978-3-86539-317-3